# Anton Anreith

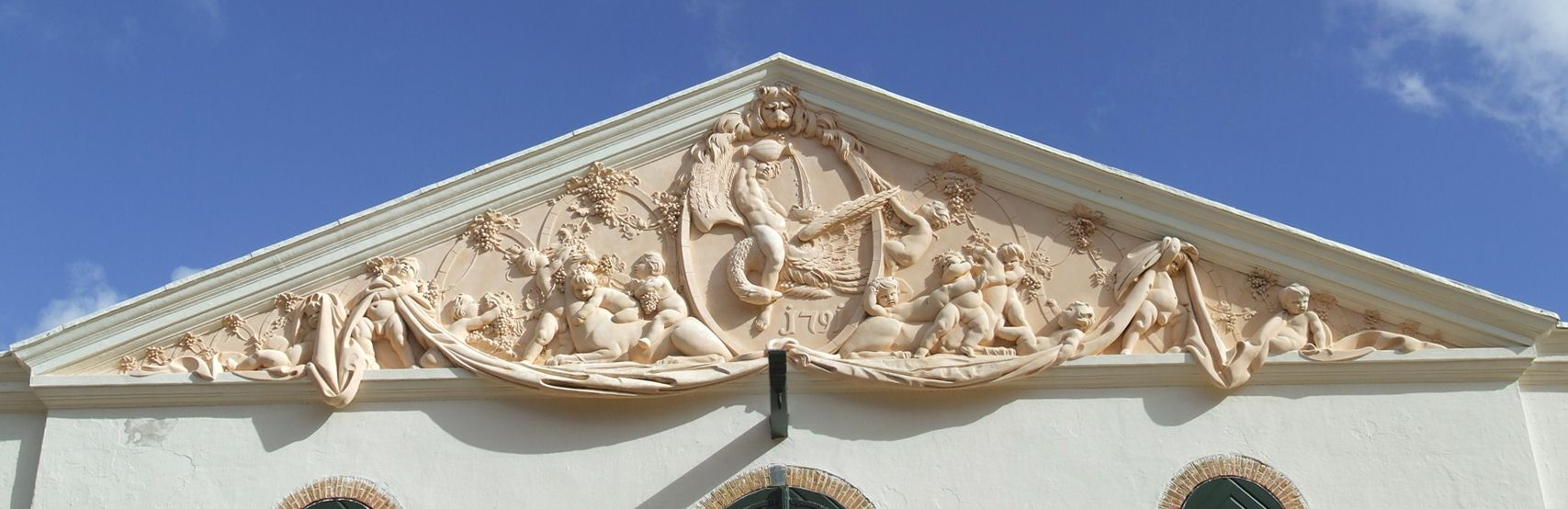
Giebelskulpturen an einem Weinkeller im Weingut Groot Constantia

Anton Anreith (* 11. Juni 1754 in Riegel am Kaiserstuhl; † 4. März 1822 in Kapstadt) war ein deutscher Bildhauer, der ab 1777 in Kapstadt tätig war. Sein Bruder Georg Anreith (1751–1823) war Baumeister in Ungarn.

## Leben und Werk
Über Anreiths Ausbildung gibt es keine gesicherten Quellen. Er ging vermutlich in Endingen bei Joseph Amann in die Lehre und war später vermutlich bei Joseph Hörr tätig. Auch über die Gründe für Anreiths Auswanderung gibt es nur Spekulationen, vom in Freiburg herrschenden Bildhauerstreit bis zu einer zertrümmerten Potentatenstatue.

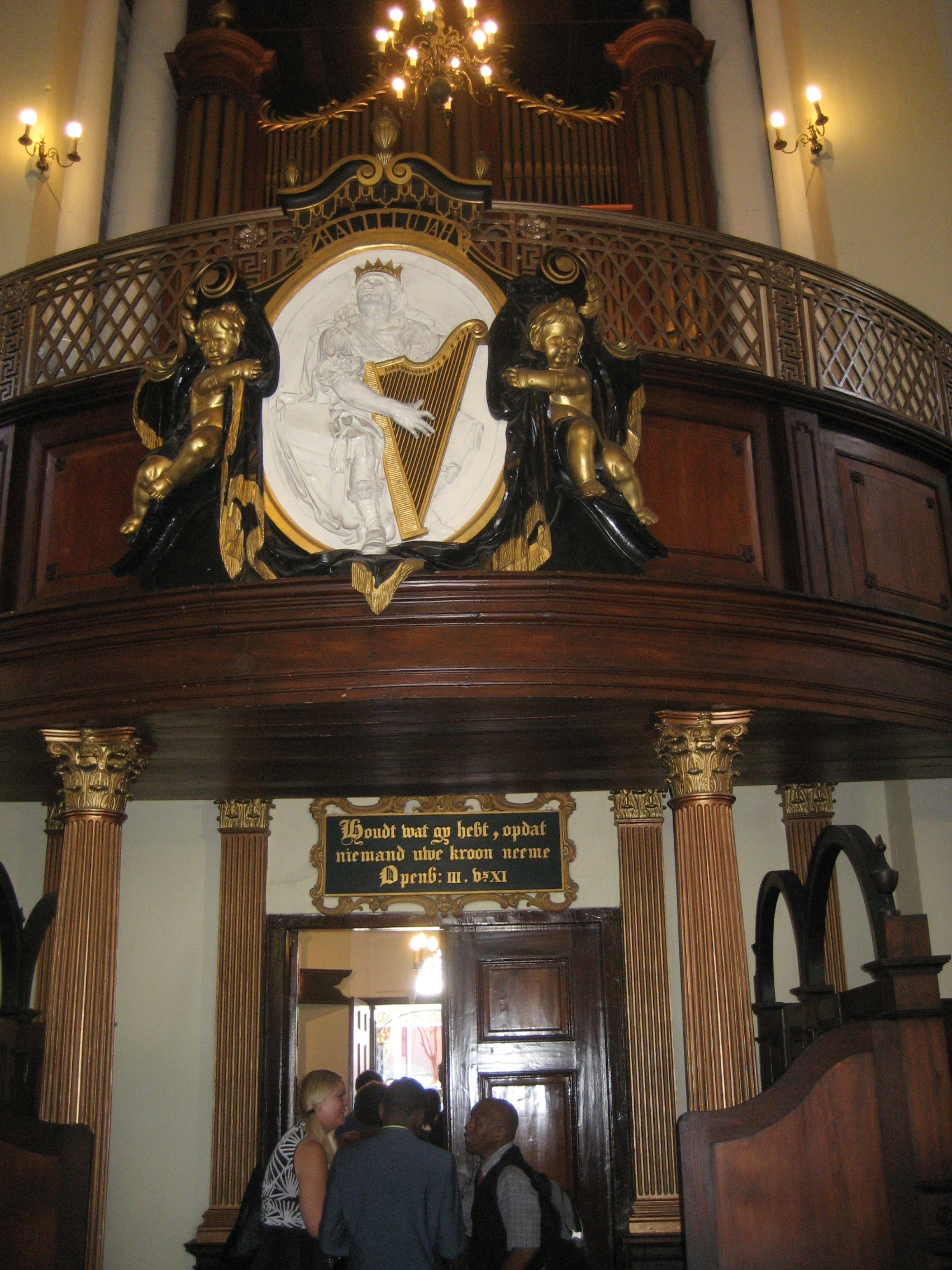
Orgelbrüstung mit König David (Kapstadt)

Jedenfalls gelangte er mit dem Segelschiff Woestduijn am 12. November 1777 nach Kapstadt, wo er ein Jahr als Arbeiter bei der Garnison, später als Zimmermann beim Neubau des Groote Schuur Hauses arbeitete. Beim Umbau eines Lagerhauses in Kapstadt zur lutherischen Kirche führte er im Jahr 1780 zunächst Schnitzarbeiten aus, 1782/83 schuf er dort auch eine Orgelbrüstung mit König David als Psalmendichter und Putten. Aufgrund der Qualität der Arbeit erhielt er darauf den Auftrag zur Ausführung der Kanzel, die von 1784 bis 1786 entstand. Später war er an den Planungen für die Außenfassade der Kirche beteiligt und erbaute das zugehörige Pfarrhaus (heute: Martin-Melck-Haus).
Wegen seiner Leistungen in der lutherischen Kirche in Kapstadt wurde Anreith 1786 zum Meister-Bildhauer der Ostindischen Gesellschaft ernannt. Gemeinsam mit Johann Jakob Graaf und Louis Michel Thibault prägte Anreith durch seine Bauten das damalige Bild von Kapstadt. Zu seinen ersten Arbeiten zählt der so genannte Kat-Balkon im Innenhof des Castle of Good Hope mit Stuckarbeiten im Stil der süddeutschen Stuckplastik. Da um Kapstadt kein Marmor vorkommt, war es Anreiths Verdienst, durch die Übernahme von im Breisgau erlernten Stuckplastiktechniken (z. B. Verstrebung mit nicht sichtbaren Stützen oder Aufmauerung aus Ziegelsteinen) erstmals Stuckreliefs und Vollplastiken in die südafrikanische Architektur einzuführen. 1788 schuf er die aus indischem Holz geschnitzte Kanzel für die Groote Kerk der Niederländisch-reformierten Kirche, Kapstadts Hauptkirche.
1791 schied Anreith aus dem Dienst der Ostindischen Gesellschaft aus und war fortan für private Auftraggeber tätig. Zu seinen bedeutenden Werken jener Zeit gehört der Giebel am Weinkeller der Farm Groot Constantia im kapholländischen Stil. Ab 1792 war Anreith für den Bauschmuck zahlreicher von Thibault entworfener und von Hermann Schütte gebauter Häuser verantwortlich, darunter von 1801 und 1803 auch für die Ausführung von sieben allegorischen Figuren für den Tempel der Kapstadter Freimaurerloge De Goedde Hoop, der Anreith seit 1797 angehörte. Zwischen 1803 und 1805 schuf er die Plastiken für zwei Löwentore (ein Löwenpaar davon ist an einem Tor der Kapstadter Universität erhalten), 1805 außerdem kupferne Löwenmasken für einen unvollendet gebliebenen Brunnen auf der Parade.
Nach der britischen Eroberung des Kaplandes 1806 ging die Bautätigkeit dort allgemein zurück. Anreith verdingte sich in jener Zeit mit Kunstunterricht und wurde so zum Begründer von Südafrikas erster Kunstschule. Erst 1813/14 erhielt er nochmals Aufträge für Bauschmuck an öffentlichen Gebäuden. Als seine letzte bildhauerische Arbeit gilt der Grabstein für seinen langjährigen Weggefährten Thibault von 1815.
Im Jahr 1815 übernahm die Freimaurerloge Anreiths Kunstschule und formte sie zu einer Gewerbeschule um, er selbst blieb als Leiter im Amt. Seine letzten Lebensjahre waren jedoch von Armut geprägt, so dass er mit dem Verkauf von selbstgeschnitzten Pfeifenköpfen sein Einkommen aufzubessern versuchte.
Nach seinem Tod geriet Anreith bald in Vergessenheit. Als bedeutender Bildhauer Südafrikas wird er erst wieder seit den 1930er Jahren gewürdigt.